# Grèvol crestat
El grèvol crestat (Bonasa umbellus) és una espècie d'ocell de la família dels fasiànids (Phasianidae) que habita boscos caducifolis d'Amèrica del Nord, des d'Alaska central fins Labrador i Nova Escòcia per l'est, i fins al nord-oest de Califòrnia, centre d'Arkansas i nord-est d'Alabama pel sud.